# 昔の恋〜愛した記憶〜
『昔の恋〜愛した記憶〜』（むかしのこい〜あいしたきおく〜）は、2002年7月2日（1日深夜）から2003年3月19日（18日深夜）までフジテレビで放送されていた恋愛ドキュメンタリー番組である。

## 概要
「あなたにも忘れられない恋がありませんか？」をテーマに、恋人同士であった男女が「昔の恋」について語り、その時に抱いていた感情、付き合っていた時には聞くことのできなかった今でも心に残る謎やお互いの恋愛観を明らかにし、恋愛の真実を描き出していた深夜番組である。出演者は応募者の中から選ばれていた。
番組は、出演男女それぞれに「出逢いから別離まで」についてインタビューをし、それを基に内容を再構成した後、恋愛の始まりから終わりまでを紹介。それを通して、終わりを迎えるきっかけや、恋人たちの心の奥にずっと引っかかっていた謎の答えを明らかにしていた。
2002年9月17日（16日深夜）までは火曜 0:40 - 0:58（月曜深夜）に放送されていたが、同年10月9日（8日深夜）に水曜 0:40 - 0:58（火曜深夜）へ移動した。

## 出演者
- 高島彩（フジテレビアナウンサー）

## テーマ曲
- I Love You for Sentimental Reasons （Linda Ronstadt） - オープニングとエンディング両方で使用。

## 関連書籍
- 昔の恋〜愛した記憶〜（2003年3月、ベストセラーズ、ISBN 4-584-18735-5）